# Неменко, Леонид Петрович
Леонид Петрович Неменко (1 марта 1938, Черевки—11 августа 2020, Калуга, Россия) — советский геолог, лауреат Государственной премии СССР.

## Биография
Родился в д. Черевки Згуровского района Киевской области, сын директора сельской школы, погибшего на фронте в 1944 году. Окончил среднюю школу (1955) и Киевский геологоразведочный техникум (1958). После службы в армии с 1961 по 1977 г. работал на Таймыре в Норильской экспедиции.
Буровой мастер, старший буровой мастер, начальник участка, технический руководитель, с 1965 главный инженер Западно-Караелахской геологоразведочной партии.
Заочно окончил Иркутский политехнический институт.
За открытие в 1965 году Октябрьского месторождения удостоен Государственной премии СССР в составе группы (Лев Ваулин, Виктор Люлько, Леонид Неменко, Алексей Прохоров, Юрий Седых, Владимир Тушканов).
В 1977—1998 начальник управления «Калугагеология». В 1998—2003 председатель Комитета природных ресурсов Калужской области.

## Награды
- Медаль «За трудовое отличие» (1963) Архивная копия от 9 января 2015 на Wayback Machine
- Орден Трудового Красного Знамени.
- Орден «За заслуги перед Отечеством» 4 степени — 1998.
- Заслуженный геолог Российской Федерации (1993).